# Iago

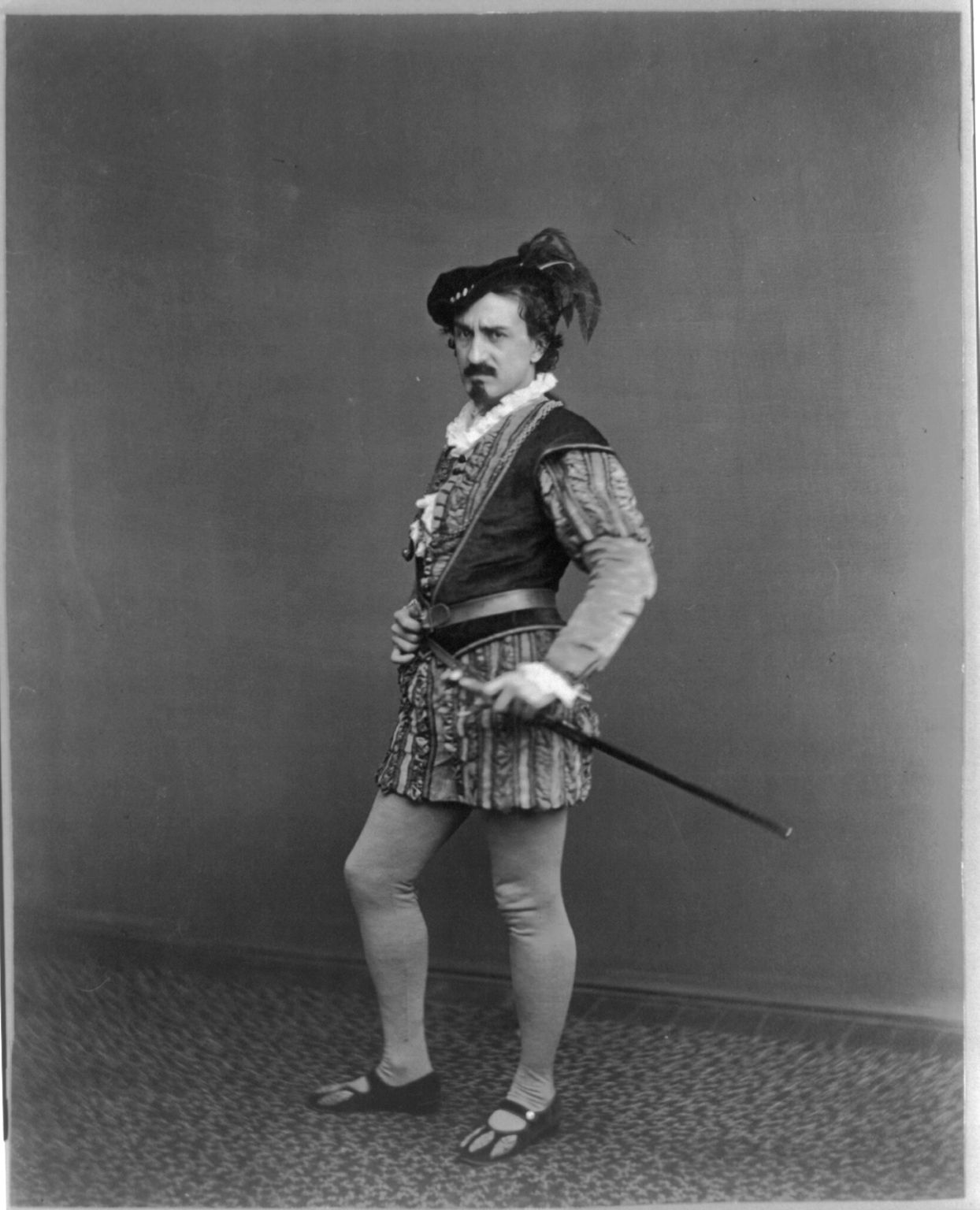
Edwin Booth no papel de Iago, c. 1870

Iago ( /iˈɑːɡoʊ/ ) é um personagem da peça Otelo, o Mouro de Veneza (c 1601-1604), de William Shakespeare. Iago é o principal antagonista da peça. É porta-estandarte de Otelo, casado com Emilia, que por sua vez é assistente da esposa de Otelo, Desdémona. Iago odeia Otelo e elabora um plano para o destruir, fazendo-o acreditar que a sua esposa está a ter um caso com o seu tenente, Michael Cassio.
Acredita-se que o papel tenha sido interpretado pela primeira vez por Robert Armin, que normalmente desempenhava papéis de palhaço inteligente como Touchstone em As You Like It e Feste em Twelfth Night.
A origem do personagem pode ser encontrada em Gli Hecatommithi, no conto "Un Capitano Moro" (1565), de Giovanni Battista Giraldi Cinthio. Neste conto, o personagem é simplesmente "o estandarte".

## Papel na peça

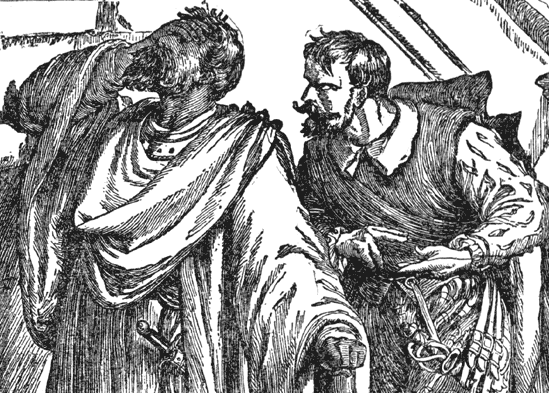
Otelo e Iago

Iago é um soldado que lutou ao lado de Otelo durante vários anos e se tornou seu conselheiro de confiança. No início da peça, Iago afirma ter sido injustamente preterido para promoção ao posto de tenente, a favor de Michael Cassio. Iago planeia manipular Otelo para prejudicar Cássio e, posteriormente, para provocar a queda do próprio Otelo. Consegue, para seu aliado, Roderigo, que o ajuda acreditando equivocadamente que, depois de se desembaraçar de Otelo, Iago o ajudará a conquistar o coração da mulher de Otelo, Desdémona. Depois de engendrar uma briga de bêbados para garantir que Cássio é despromovido (no Ato 2), Iago começa a trabalhar na segunda parte do seu plano: fazer com que Otelo acredite que Desdémona o está a trair com Cássio. Este plano ocupa os três atos finais da peça.
Iago manipula a sua mulher, Emilia, a dama de companhia de Desdémona, para roubar a Desdémona um lenço que Otelo lhe dera; depois, diz a Otelo que o viu em poder de Cássio. Otelo fica com ciúmes e Iago sugere-lhe esconder-se para ouvir uma conversa dele, Iago, com Cássio. Iago leva Otelo a acreditar que a conversa obscena que ouviu sobre Bianca, a amante de Cássio, era na verdade sobre Desdémona. Louco de ciúme, Otelo ordena a Iago que mate Cássio, prometendo torná-lo tenente. Iago então engendra uma luta entre Cássio e Roderigo, em que este é morto (pelo próprio Iago, que simulou ser seu aliado), e o primeiro apenas ferido.
O plano de Iago parece coroado de sucesso quando Otelo mata Desdémona, que está inocente. Porém, Emilia revela a verdade sobre a traição de Iago, e este mata-a num acesso de raiva, antes de ser preso. Mesmo quando pressionado para explicar as suas ações, Iago resiste: "Não me exijas nada. O que sabes, sabes. De agora em diante, nunca mais pronunciarei uma palavra". Cássio, agora no comando, depois do suicídio de Otelo, condena Iago a ser preso e torturado como punição pelos seus crimes.

## Descrição do personagem
Iago é um dos vilões mais sinistros de Shakespeare, muitas vezes considerado como tal devido à confiança total que Otelo depositava nele, e que ele atraiçoa, mantendo a sua reputação de honestidade e dedicação. Shakespeare contrasta Iago com a nobreza e a integridade de Otelo. Com 1097 falas, Iago tem mais falas na peça de teatro do que o próprio Otelo.
Iago é um manipulador maquiavélico. Apesar de ser frequentemente referido na peça como o "honesto Iago", tem uma enorme capacidade de enganar os outros para que não apenas não suspeitem dele, mas também o considerem uma pessoa de confiança.
O crítico shakespeariano AC Bradley afirmou que "o mal nunca foi retratado com tanto mestria como no personagem diabólico de Iago" e também que Iago "se destaca entre os personagens diabólicos de Shakespeare porque foi concebido com enorme intensidade e subtileza de criatividade." O mistério que rodeia os motivos reais de Iago continua a intrigar os leitores e a alimentar discussões académicas.